# Uladzimer Dubroŭsjtjyk
Uladzimer Dubroŭsjtjyk (vitryska: Уладзімер Дуброўшчык, Uladzimer Dubroŭsjtjyk) född den 7 januari 1972 i Hrodna, Vitryska SSR, Sovjetunionen, är en vitrysk före detta friidrottare som tävlade i diskuskastning.
Dubroŭsjtjyks stora genombrott kom när han blev europamästare 1994 i Helsingfors. Han deltog vid VM 1995 där han slutade tvåa efter Lars Riedel. Vid Olympiska sommarspelen 1996 blev han åter tvåa efter Riedel. 
Han var även i final vid VM 1997 och 1999 där han slutade fyra respektive sjua. Hans sista större final var finalen i Olympiska sommarspelen 2000 där han slutade på sjunde plats.

## Personligt rekord
- Diskuskastning - 69,28 meter